# Federica Mogherini
Federica Mogherini (Roma, 16 de junho de 1973) é uma diplomata italiana, foi a Alta Representante da UE para Política Externa e Segurança de 2014 até 2019.
Mogherini substituiu a britânica baronesa Ashton, que exerceu o cargo de Alta Representante da UE desde novembro de 2009.
Foi Ministra dos Negócios Estrangeiros de Itália desde 22 de fevereiro até 1 de novembro de 2014, dia em que tomou posse na UE e deixou o cargo na UE, em 1 de dezembro de 2019.

## Biografia
Federica Mogherini nasceu em 16 de junho de 1973 em Roma, Itália; filha do diretor de cinema Flavio Mogherini.
Mogherini estudou na Universidade de Roma La Sapienza, onde se graduou em Ciência Política, com diploma em Filosofia Política. Sua tese foi intitulada "Relação entre religião e política no Islão", a qual foi redigida no Programa Erasmus em Aix-en-Provence, França.

## Carreira política

### Início na política
Membro do Partido Comunista desde 1988, em 1996, Mogherini entrou para a Esquerda Jovem após a dissolução do Partido Comunista Italiano e sua transformação em partido social democrata. Em 2001, tornou-se membro do Conselho Nacional dos Democratas de Esquerda (DS), servindo no Conselho Nacional Executivo do partido. Em 2003, passou a trabalhar na seção de Relações Externas do partido, onde lidava diretamente com as relações do partido com os movimentos e partidos estrangeiros. Posteriormente, Mogherini foi elevada a chefe de gabinete para assuntos externos de Piero Fassino. Neste cargo, supervisionava as políticas para com o Afeganistão e Iraque, assim como o Processo de paz do Oriente Médio. Mogherini serviu como eixo entre os Democratas de Esquerda e o Partido Socialista Europeu, a Internacional Socialista e o Partido Democrata.
Após a criação do Partido Democrático, em 4 de novembro de 2007, Mogherini foi indicada ao gabinete de Walter Veltroni.

### Membro do Parlamento (2008-2014)
Em 2008, Mogherini foi eleita deputada italiana pela região do Veneto. Servindo na 16ª legislatura do Parlamento Italiano, tornou-se secretária do Comitê de Defesa e integrou a delegação italiana no Conselho da Europa e na União da Europa Ocidental.
Em 24 de fevereiro de 2009, foi nomeada ao gabinete de Dario Franceschini, como presidente do Partido Democrático, com a responsabilidade de oportunidades mútuas. Após este período, tornou-se um dos membros notáveis do Área Democrática, uma seção dentro do Partido Democrático. Também foi vice-presidente da Fundação Itália-EUA.
Em fevereiro de 2013, Mogherini retornou ao Parlamento Italiano, representando a região da Emília Romanha. Ao longo da 17ª legislatura do Parlamento italiano, atuou novamente junto ao Comitê de Defesa, substituindo Lapo Pistelli (que havia sido indicado ao cargo de Vice-ministro de Assuntos Exteriores). Em 1 de agosto de 2013, Mogherini foi eleita chefe da delegação italiana na Assembleia Parlamentar da OTAN.